# モスル あるSWAT部隊の戦い
『モスル あるSWAT部隊の戦い』（モスル あるスワットぶたいのたたかい、原題：Mosul）は、2019年制作のアメリカ合衆国のアクション映画。
アメリカ合衆国の雑誌「ザ・ニューヨーカー」に掲載され、全米で注目を集めた記事をルッソ兄弟がプロデュースを熱望して映画化。イラク第二の都市モースルを舞台に、ISISとSWAT部隊の戦いを描く。
第76回ヴェネツィア国際映画祭アウト・オブ・コンペティション部門、第44回トロント国際映画祭スペシャル・プレゼンテーション部門に正式出品され、話題を集めた。
アメリカ映画だが、字幕を除き台詞はすべてアラビア語である。

## あらすじ
モスルに勤務する21歳の新人警察官が、身内をISISに殺された者たちだけで構成されているSWAT部隊にスカウトされる。部隊がISISの要塞を目指す中、青年はチームに課された真の使命を明かされぬまま、隊員たちと壮絶なゲリラ戦を重ねていく。

## キャスト
※括弧内は日本語吹替。
- ジャーセム少佐：スヘール・ダッバーシ（青山勝）
- カーワ：アダム・ベッサ（近松孝丞）
- イスハーク・エリヤス（早川毅）
- クタイバ・アブデル＝ハック（細川祥央）
- アフマド・ガーネム（宮園拓夢）
- ムハイメン・マハブーバ（川上晃二）
- ワリード・エル=ガーシィ（森啓一朗）

## 備考
本作が世界各国で注目を浴びたことにより、キャストのSNSアカウントにはIS組織のメンバーやその支持者から脅迫メッセージが寄せられたという。